# 波鴻 (林波波省)
波鴻是南非的城鎮，位於該國東北部，由林波波省負責管轄，距離波羅克瓦尼93公里，面積1.63平方公里，2001年人口3,262，人口密度每平方公里2,001人。